# Inulinasa
La inulinasa (EC 3.2.1.7, inulasa, endoinulinasa, endo-inulinasa, exoinulinasa, 2,1-beta-D-fructano fructanohidrolasa) es una enzima que cataliza la hidrólisis del polisacárido inulina en sus componentes elementales de fructosa. Su nombre sistemático es 1-beta-D-fructan fructanohidrolasa.
La utilización de inulinasa opera sobre la inulina de forma paralela a la amilasa respecto el almidón, pero, a diferencia de esta última, no es producida por el cuerpo humano, motivo por el que los vegetales ricos en inulina, potenciales fuentes de alimentos, son difícilmente digeridos.

## Variedades
Existen dos tipos de inulinasa: exoinulinasa y endoinulinasa. La primera activa la hidrólisis de las moléculas de fructosa presentes en el extremo de la cadena de inulina produciendo directamente el monoglicérido, mientras que la segunda actúa sobre las moléculas intermedias generando diferentes oligosacáridos de menor peso molecular y más fáciles de continuar la hidrólisis posterior.

## Obtención
Comercialmente se emplean diferentes opciones de procesos biológicos: a partir de hongos, particularmente Aspergillus spp. (Sandyha y Pandey 2006), levaduras incluyendo D. hansenii, Y. lipolytica, K. lactis y algunas especies de Candida, Cryptococcus y Pichia (Sandhya y Pandy 2006) .

## Producción
Las inulinases comerciales se obtienen principalmente por cultivo de hongos filamentosos, particularmente Aspergillus spp. (Sandyha y Pandey 2006), varias levaduras, incluyendo D. hansenii, Y. lipolytica, K. lactis, y algunas especies de Candida, Cryptococcus y Pichia, también son fuentes de inulinases (Sandhya y Pandy 2006).

## Aplicaciones
La primitiva hidrólisis ácida de la inulina ha sido desplazada por la enzimática, que se ha  demostrado muy superior en rendimiento y sencillez de equipamiento. La utilidad de la inulinasa está directamente relacionada con el desarrollo de la inulina, principalmente en el mercado alimentario.